# 業者テスト
業者テスト（ぎょうしゃテスト）とは、日本の学校現場で使われる、出版社などが作成した学力テストのこと。
高校受験者対象の学力テストや模擬試験を指すことが多いが、高校1年生、高校2年生向けに習熟度を測る学力テストも存在する。

## 代表的な業者テスト
高校生対象
- 学研 - Vステップ
- ベネッセ - スタディーサポート
- 河合塾 - 学びみらいPASS

## 業者テストと高校受験
1990年代まで、業者テストと高校受験は深く結びついていた。高校受験生は業者が主催する模擬試験を受験し、その成績と希望校の基準点を比較して進路決定の材料にしていた。また、一部の私立高校ではこれらの模試の成績を頼りに生徒集めをする場合もあった。
一律業者テストの禁止以降、業者テストは大学入試模試のように申込者を対象に学校外の試験会場で実施する形態となった。
また、学校内でこそ業者テストが行われなくなったが、静岡県やさいたま市の「学力調査」のように中学生が一斉に学校内で受ける学力テストを実施する地域がある。

### アチーブメントテスト
神奈川県の高校入試制度はやや独特であり、以前はアチーブメントテスト（ア・テスト）と呼ばれる試験が中学2年時に実施され、それが内申点、学力検査点と総合して高校の合否を決定していた。高校受験時の使用は1997年で廃止されている。